# Codemus
Codemus is een geslacht van kevers uit de familie  
kniptorren (Elateridae).
Het geslacht is voor het eerst wetenschappelijk beschreven in 1980 door Dolin.

## Soorten
Het geslacht omvat de volgende soorten:
- Codemus alatus Dolin in Dolin, Panfilov, Ponomarenko & Pritykina, 1980
- Codemus carinatus Dolin in Dolin, Panfilov, Ponomarenko & Pritykina, 1980
- Codemus jejunus Dolin in Dolin, Panfilov, Ponomarenko & Pritykina, 1980
- Codemus martynovi Dolin in Dolin, Panfilov, Ponomarenko & Pritykina, 1980
- Codemus micros Dolin in Dolin, Panfilov, Ponomarenko & Pritykina, 1980
- Codemus quadricolis Dolin in Dolin, Panfilov, Ponomarenko & Pritykina, 1980
- Codemus sharovi Dolin in Dolin, Panfilov, Ponomarenko & Pritykina, 1980
- Codemus synaptoides Dolin in Dolin, Panfilov, Ponomarenko & Pritykina, 1980
- Codemus teres Dolin in Dolin, Panfilov, Ponomarenko & Pritykina, 1980
- Codemus zherichini Dolin in Dolin, Panfilov, Ponomarenko & Pritykina, 1980